# Pratola Serra
Pratola Serra är en kommun i provinsen Avellino, i regionen Kampanien, Italien. Kommunen hade 3 866 invånare (2017)
och gränsar till kommunerna Candida, Manocalzati, Montefalcione, Montefredane, Montemiletto och Prata di Principato Ultra. 